# Zbigniew Matwiejew
Zbigniew Matwiejew (ur. 14 lutego 1949 w Gliwicach) – polski szpadzista, srebrny medalista mistrzostw świata, olimpijczyk. Reprezentant Baildonu Katowice (w latach 1962-1968), Legii Warszawa (w latach 1969-1972) i Piasta Gliwice (w latach 1972-1979). 
Pierwszy sukces na arenie międzynarodowej odniósł w 1968 roku, zdobywając w Londynie brązowy medal mistrzostw świata juniorów w szpadzie indywidualnej
Srebrny medalista mistrzostw świata w Ankarze (1970) w turnieju drużynowym (partnerami byli: Kazimierz Barburski, Bohdan Gonsior, Henryk Nielaba, Michał Butkiewicz).
Indywidualny mistrz Polski w roku 1975, wicemistrz Polski indywidualnie w latach 1973, 1979. W roku 1968 (drużynowo) i 1979 (indywidualnie) zdobył brązowy medal mistrzostw Polski. 
Na igrzyskach olimpijskich w Montrealu (1976) wystartował w turnieju indywidualnym szpadzistów zajmując 30. miejsce oraz w turnieju drużynowym (partnerami byli: Jerzy Janikowski, Leszek Swornowski, Marceli Wiech. Polska drużyna odpadła w eliminacjach.